# Exechonella tuberculata
Exechonella tuberculata is een mosdiertjessoort uit de familie van de Exechonellidae. De wetenschappelijke naam van de soort is voor het eerst geldig gepubliceerd in 1883 door Macgillivray.